# السوائل (المفلحي)

تعديل مصدري - تعديل

السوائل هي إحدى قرى عزلة المفلحي بمديرية المفلحي التابعة لمحافظة لحج، بلغ تعداد سكانها 69 نسمة حسب تعداد اليمن لعام 2004.